# Baix Canadà
La província del Baix Canadà o Canadà Inferior (en anglès: Province of Lower Canada, en francès: province du Bas-Canada) va ser una colònia britànica que es trobava entre la part baixa del riu Sant Llorenç i les costes del golf de Sant Llorenç. Comprenia les terres del sud i l'est de l'actual província canadenca del Quebec i la regió del Labrador de l'actual província de Terranova i Labrador (fins que la regió de Labrador va ser traslladada a Terranova el 1809).
El Baix Canadà estava format per una part de l'antiga colònia francesa de Nova França, poblada principalment per canadencs d'origen francès, que va ser cedida al Regne Unit després de la victòria de l'Imperi Britànic en la Guerra dels Set Anys, anomenada guerra Franco-Índia als Estats Units. Altres parts de Nova França també foren cedides al Regne Unit, passant a ser les colònies de Nova Escòcia, Nova Brunswick i illa del Príncep Eduard.
La província del Baix Canadà va ser creada el 1791 pel l'Acta Constitucional i formada per la separació geogràfica i política del territori de la província del Quebec en les províncies del Baix i Alt Canadà. El prefix "baix" o "inferior" es refereix a la seva posició geogràfica respecte a la capçalera del riu Sant Llorenç
El Baix Canadà va existir, en l'aspecte legal i polític, entre 1791 i febrer de 1841, quan s'aplicà l'Acta d'Unió que va unir a ell i el seu veí Alt Canadà per formar la Província Unida del Canadà.

## Institucions
En virtut de l'Acta Constitucional de 1791 el Baix Canadà es va posar sota l'autoritat del Governador General de l'Amèrica del Nord britànica. Al contrari que a l'Alt Canadà, Nova Brunswick i Nova Escòcia, no havia designat un Tinent Governador. Un Consell Legislatiu de quinze membres ajudava el Governador, i un Consell Executiu servia de Gabinet.
Això no obstant, la major novetat va ser la creació de la Cambra d'Assemblea del Baix Canadà, composta per representants escollit per la població. Es tractava de la primera assemblea democràtica de l'actual Quebec.